# Powstanie w Galicji
Powstanie w Galicji – wystąpienie mieszkańców Galicji Zachodniej i Wschodniej przeciwko administracji austriackiej w okresie od maja do lipca 1809 roku w trakcie wojny polsko-austriackiej. Wynikiem zrywu było przyłączenie Galicji Zachodniej (w tym Krakowa) oraz okolic Zamościa do Księstwa Warszawskiego. Pomimo wyzwolenia Lwowa i Tarnopola, to pierwsze miasto powróciło pod rządy austriackie, natomiast to drugie trafiło na sześć lat do Imperium Rosyjskiego.

## Tło historyczne

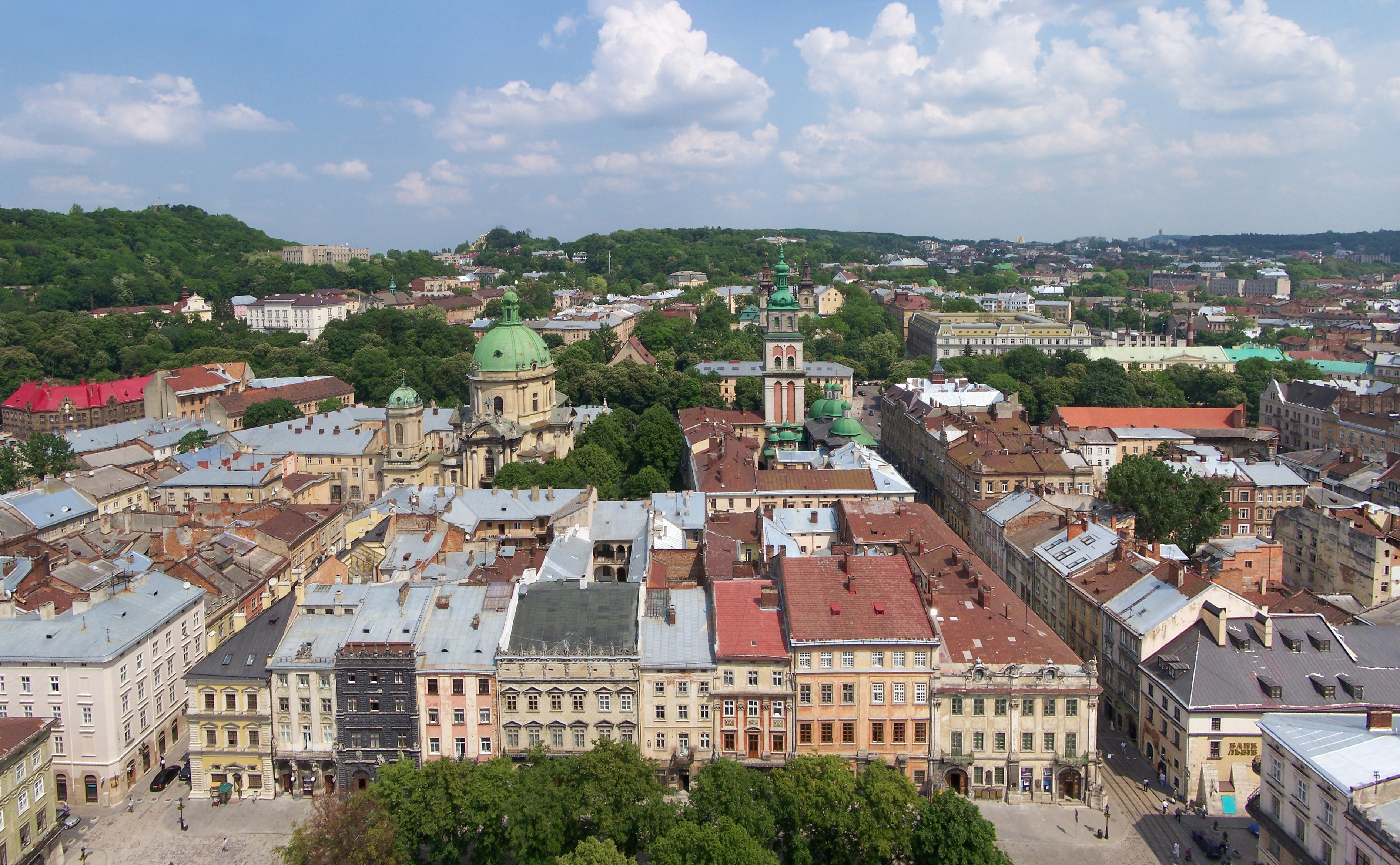
Lwów, wyzwolony przez oddziały polskie 27 maja, stał się siedzibą tymczasowego rządu galicyjskiego.

Po nierozstrzygniętej bitwie pod Raszynem i zajęciu Warszawy przez Austriaków, książę Józef Poniatowski okopał się na prawym brzegu Wisły. Próby arcyksięcia Karola mające na celu sforsowanie Wisły nie powiodły się. Oddziały polskie wykorzystując panującą sytuację skierowały się w stronę zaboru austriackiego, zdobywając po krótkiej bitwie 5 maja Kock, 14 maja Lublin, trzy dni później Sandomierz, i 20 maja, po udanym szturmie, Zamość. Po tych sukcesach 27 maja Armia Księstwa Warszawskiego wkroczyła do Lwowa, gdzie został utworzony Rząd Centralny Wojskowy Tymczasowy Obojga Galicji.

## Powstanie
Komendę nad oddziałami pospolitego ruszenia powierzono pułkownikowi Piotrowi Strzyżewskiemu. Ten 18 czerwca próbował zdobyć Zaleszczyki, jednak szturm się nie powiódł, dlatego 1 lipca stoczył z oddziałami austriackimi zwycięską potyczkę pod Jeziorną, a dwa dni później pod Zagroblą w rejonie Lwowa. Ostatecznie ostatnie walki na ziemi lwowskiej zakończyły się starciem pod Chmielówką w dniach 16-18 lipca. Natomiast Franciszek Ksawery Krasicki  już w czerwcu zdobył Sanok, po czym wycofał się z niego po krótkiej obronie zamku.
Tymczasem na lewym brzegu rzeki książę Józef Poniatowski 5 lipca rozpoczął z okolicy Radomia ofensywę w kierunku Krakowa, do którego dotarł po dziesięciu dniach po kilku potyczkach. Sytuację skomplikowało wkroczenie do zaboru austriackiego oddziałów rosyjskich dowodzonych przez Dmitrija Golicyna, które oficjalne twierdziły, że przyszli pomóc Wojsku Polskiemu przeciwko Austrii, a w rzeczywistości chciały ograniczyć polskie postępy. Jednakże, będąc de iure sprzymierzeni z Napoleonem, wojsko carskie nie mogło walczyć z Poniatowskim o Kraków, przez co ten wkroczył triumfalnie na Wawel. Krótko potem doszło do podpisania rozejmu austriacko-polsko-rosyjskiego. Granice zostały ustalone traktatem w Schönbrunn 14 października.

## Skutki powstania
Powstanie galicyjskie doprowadziło do wyzwolenia spod władzy austriackiej niemal całej Galicji, jednakże sukces powstania był ograniczony. O ile Nowa (Zachodnia) Galicja i okolice Zamościa zostały przyłączone do Księstwa Warszawskiego, tak większość Galicji Wschodniej powróciło pod panowanie Habsburgów, z wyjątkiem okręgu Tarnopola, który na sześć lat przypadł Rosji.